# Vitalisia alternata
Vitalisia alternata là một loài bọ cánh cứng trong họ Cerambycidae.